# KCNA1
KCNA1 (англ. Potassium voltage-gated channel subfamily A member 1) – білок, який кодується однойменним геном, розташованим у людей на короткому плечі 12-ї хромосоми. Довжина поліпептидного ланцюга білка становить 495 амінокислот, а молекулярна маса — 56 466.
| 10         |  | 20         |  | 30         |  | 40         |  | 50         |
| ---------- |  | ---------- |  | ---------- |  | ---------- |  | ---------- |
| MTVMSGENVD |  | EASAAPGHPQ |  | DGSYPRQADH |  | DDHECCERVV |  | INISGLRFET |
| QLKTLAQFPN |  | TLLGNPKKRM |  | RYFDPLRNEY |  | FFDRNRPSFD |  | AILYYYQSGG |
| RLRRPVNVPL |  | DMFSEEIKFY |  | ELGEEAMEKF |  | REDEGFIKEE |  | ERPLPEKEYQ |
| RQVWLLFEYP |  | ESSGPARVIA |  | IVSVMVILIS |  | IVIFCLETLP |  | ELKDDKDFTG |
| TVHRIDNTTV |  | IYNSNIFTDP |  | FFIVETLCII |  | WFSFELVVRF |  | FACPSKTDFF |
| KNIMNFIDIV |  | AIIPYFITLG |  | TEIAEQEGNQ |  | KGEQATSLAI |  | LRVIRLVRVF |
| RIFKLSRHSK |  | GLQILGQTLK |  | ASMRELGLLI |  | FFLFIGVILF |  | SSAVYFAEAE |
| EAESHFSSIP |  | DAFWWAVVSM |  | TTVGYGDMYP |  | VTIGGKIVGS |  | LCAIAGVLTI |
| ALPVPVIVSN |  | FNYFYHRETE |  | GEEQAQLLHV |  | SSPNLASDSD |  | LSRRSSSTMS |
| KSEYMEIEED |  | MNNSIAHYRQ |  | VNIRTANCTT |  | ANQNCVNKSK |  | LLTDV      |

A: Аланін

C: Цистеїн

D: Аспарагінова кислота

E: Глутамінова кислота

F: Фенілаланін

G: Гліцин

H: Гістидин

I: Ізолейцин

K: Лізин

L: Лейцин

M: Метіонін

N: Аспарагін

P: Пролін

Q: Глутамін

R: Аргінін

S: Серин

T: Треонін

V: Валін

W: Триптофан

Кодований геном білок за функціями належить до іонних каналів, потенціалзалежних каналів, фосфопротеїнів. 
Задіяний у таких біологічних процесах, як транспорт іонів, транспорт, транспорт калію. 
Білок має сайт для зв'язування з калію. 
Локалізований у клітинній мембрані, мембрані, клітинних контактах, ендоплазматичному ретикулумі, клітинних відростках, цитоплазматичних везикулах, синапсах.